# Banca Alto Vicentino Credito Cooperativo di Schio e Pedemonte
Banca Alto Vicentino Credito Cooperativo di Schio, Pedemonte e Roana è una banca di credito cooperativo con sede a Schio che opera in tutta la Val d'Astico e in pianura a nord di Vicenza. È parte della Federazione Veneta BCC.

## Storia
Banca Alto Vicentino Credito Cooperativo di Schio e Pedemonte nasce a Monte Magrè (Schio) il 20 settembre 1896 su iniziativa del parroco con i primi 24 soci fondatori. Il nome originario era Cassa Rurale di prestiti di Monte Magrè.
Nel 1988 dopo l'ennesimo spostamente di sede, la banca trova la sua sede definitiva nel caratteristico edificio di Via Pista dei Veneti a Schio.
Nel 1994 l'istituto di credito mutò nome in Banca di Credito Cooperativo Monte Magrè – Schio e nel maggio 2000 il nome divenne Banca Alto Vicentino - Credito Cooperativo di Schio.
Dal 1º gennaio 2014, dopo la fusione con BCC di Pedemonte, il nome è diventato Banca Alto Vicentino Credito Cooperativo di Schio e Pedemonte.
Dal 1º gennaio 2017, dopo la fusione con Cassa Rurale ed Artigiana di Roana, il nome è diventato Banca Alto Vicentino Credito Cooperativo di Schio, Pedemonte e Roana.